# Gedoemd tot kwetsbaarheid
Gedoemd tot kwetsbaarheid is een essayachtige publicatie uit februari 2005 van Geert Mak over de wijze waarop in Nederland gereageerd wordt op de islam. Directe aanleiding voor het boekje waren de reacties in Nederland op de moord op Theo van Gogh, op dinsdag 2 november 2004.

## Inhoud
Naar aanleiding van de moord op Theo van Gogh, op dinsdag 2 november 2004, ontstaat volgens Mak in Nederland een 'ware angstcultuur'. De politiek en de media zouden daarin een 'opmerkelijke en aanjagende rol' vervullen. In februari 2005 publiceerde Geert Mak een boekje van 95 pagina's, een soort manifest, onder de titel Gedoemd tot kwetsbaarheid.
In dit boekje analyseert hij de ontwikkeling van de laatste weken van 2004. Politici en velen in de media typeert hij als "handelaren van de angst". Hij vergelijkt het projecteren van Koranteksten op lichamen in de film Submission met de techniek die gebruikt wordt in  Der ewige Jude, een antisemitische propagandafilm van Joseph Goebbels. Maks conclusie is dat sommige verschijnselen die in de jaren 30 in nazi-Duitsland opgeld deden rond de joden, inmiddels in Nederland opgeld doen rond moslims. De media en sommige politici dragen daar volgens hem (mogelijk onbewust) krachtig aan bij.
Aan het slot van het boekje staat de oproep:
Wie Nederland wil omvormen tot een culturele vesting, reduceert de ingewikkelde tijd waarin we leven tot één grote binnenlandse angstfantasie. Het is een manier van denken die demagogen en sommige politici goed uitkomt, maar die langs de werkelijke problemen heen schiet. Wij, in onze moderne westhoek van Europa, zullen bij onszelf te rade moeten gaan over allerlei vaste waarheden. We zullen spijkerhard moeten zijn jegens degenen die onze gezamenlijke fundamenten willen vernietigen, maar daarin moeten we precies en zorgvuldig opereren. We zullen onze rechtsstaat overeind moeten houden en onze medeburgers moeten verdedigen, niet in de laatste plaats de allerzwaksten: minderheden, allochtone vrouwen en kinderen. We zullen soms pijnlijke maatregelen moeten accepteren, juist om belangrijke en zeldzame kwaliteiten te redden: onze pacificatie, met als nevenproduct onze befaamde tolerantie. We zullen de onverdraagzame islam moeten bestrijden, en tegelijk de humanistische krachten binnen de islam moeten omarmen. En uiteindelijk zullen we naar de bron moeten: de ontworteling, de vernedering, de almaar toenemende woede van de niet-westerse wereld. Dit is een groot Europees probleem. Wij, Nederlanders, kunnen ons het nationale navelstaren niet langer permitteren. De echte uitdagingen en gevaren van de eenentwintigste eeuw zijn daarvoor te groot. Wij zijn gedoemd tot kwetsbaarheid.

## Vervolg
In Nagekomen Flessenpost gaat Geert Mak in op de kritieken en beschuldigingen die ontstonden na het verschijnen van Gedoemd tot Kwetsbaarheid. Hij wijkt hierin niet af van zijn oorspronkelijke opvatting.